# Canis lupus hallstromi
O cão-cantor-da-nova-guiné (nome científico: Canis lupus hallstromi) é um cão selvagem possivelmente extinto na natureza encontrado originalmente na ilha da Nova Guiné, conhecido por sua vocalização distinta e melódica. Pouco se sabe sobre seu comportamento, estrutura social ou sobre o número de indivíduos selvagens ainda existentes. Só há dois avistamentos fotografados confirmados destes animais na natureza. Todos os estudos foram feitos com base nos poucos indivíduos encontrados em cativeiro.
Possuindo parentesco com o dingo-australiano, os cães-cantores-da-nova-guiné provavelmente foram levados à ilha pelos primeiros viajantes há milhares de anos. Livres para percorrer todo o território, e isolados do resto do mundo, desenvolveram-se sem influência de outros canídeos durante quase 6000 anos. O longo isolamento genético produziu diversas características únicas nestes animais. Atualmente, os cães-cantores-da-nova-guiné atuam como cães de companhia, como parte de um esforço de preservação da espécie focado em sua inteligência excepcional e suas capacidades físicas. Muitos são exibidos em competições de exposições caninas, nos quais são exibidos em sua condição natural.
Em 2020, um estudo asseverou que ainda se encontram pequenas povoações desta espécie a viver em estado selvagem, em zonas remotas das montanhas da Indonésia.

## Nomes comuns
Esta espécie dá ainda pelos seguintes nomes comuns: dingo-da-nova-guiné, cão-cantor, cão-das-terras-altas-da-nova-guiné, cão-selvagem-da-nova-guiné e cão-de-hallstrom.

## Características físicas
Em comparação com outras espécies de seu género, o cão-cantor-cantor-da-nova-guiné possui pernas relativamente curtas para o seu tamanho, e cabeça larga. Estes cães têm uma altura média na cernelha de 31 a 46 centímetros e pesam entre 9 e 14 kg. Os filhotes nascem com pelagem marrom escura com manchas douradas e tons avermelhados, que muda para castanho claro ao atingir seis semanas de idade. A coloração de adulto surge com cerca de quatro meses de idade. Nos exemplares adultos, as cores marrom, preta e castanha foram relatadas, todos com marcas brancas.
O cão é do porte médio, lembrando fisicamente a raposa, cabeça em forma de cunha, com orelhas pequenas e eretas, cauda com pelagem abundante e enrolada sobre o dorso quando em atividade. Ele é extremamente ágil e gracioso. A maior característica da raça é a voz. Eles emitem um som único, um uivo cantado meio melancólico e sincronizado em vários tons, interligados com grande harmonia. Eles têm pernas curtas e cabeça proporcionalmente grande em comparação com outros canis. Eles são mais curtos na altura do cernelha que dingos. O crânio é ligeiramente maior do que um dingo.

## História e estudo
Na década de 1950, Sir Edward Hallstrom levou o primeiro par para fora do distrito das Southern Highlands, na Papua-Nova Guiné, levando-os para o Zoológico de Taronga, em Sydney, na Austrália, e classificou-os pela primeira vez como uma espécie distinta, Canis hallstromi (Troughton, 1957). Atualmente o animal é classificado como uma subespécie dos cães Canis lupus, Canis lupus hallstromi.

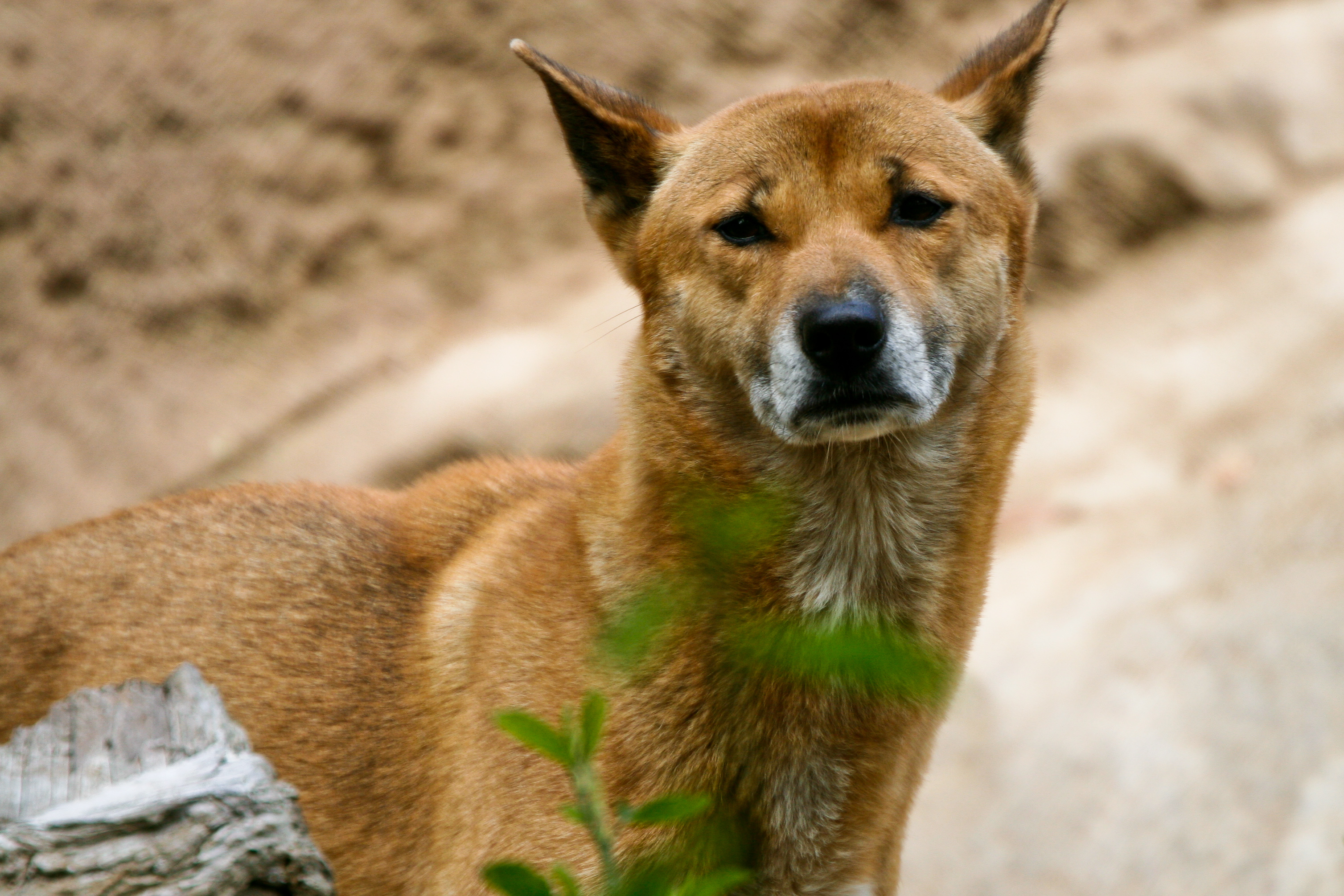
O cão cantor no zoológico de San Diego.

O cão-cantor-da-nova-guiné nunca foi estudado em estado selvagem e praticamente nada se sabe sobre o seu comportamento, organização social ou a história natural; em 2004 havia menos de 50 indivíduos (todos altamente puros), em documentada população de reprodução em cativeiro. A maioria desses cães na América do Norte descende do par original do Zoológico de Taronga, em 1976, cinco foram levados de Irian Jaya para Instituto Keil de Animais Domésticos, na Alemanha. Outros foram capturados na natureza.
Um cão foi visto cantando em 1991 no planalto abaixo Monte Trikora por uma expedição britânica de escalada.

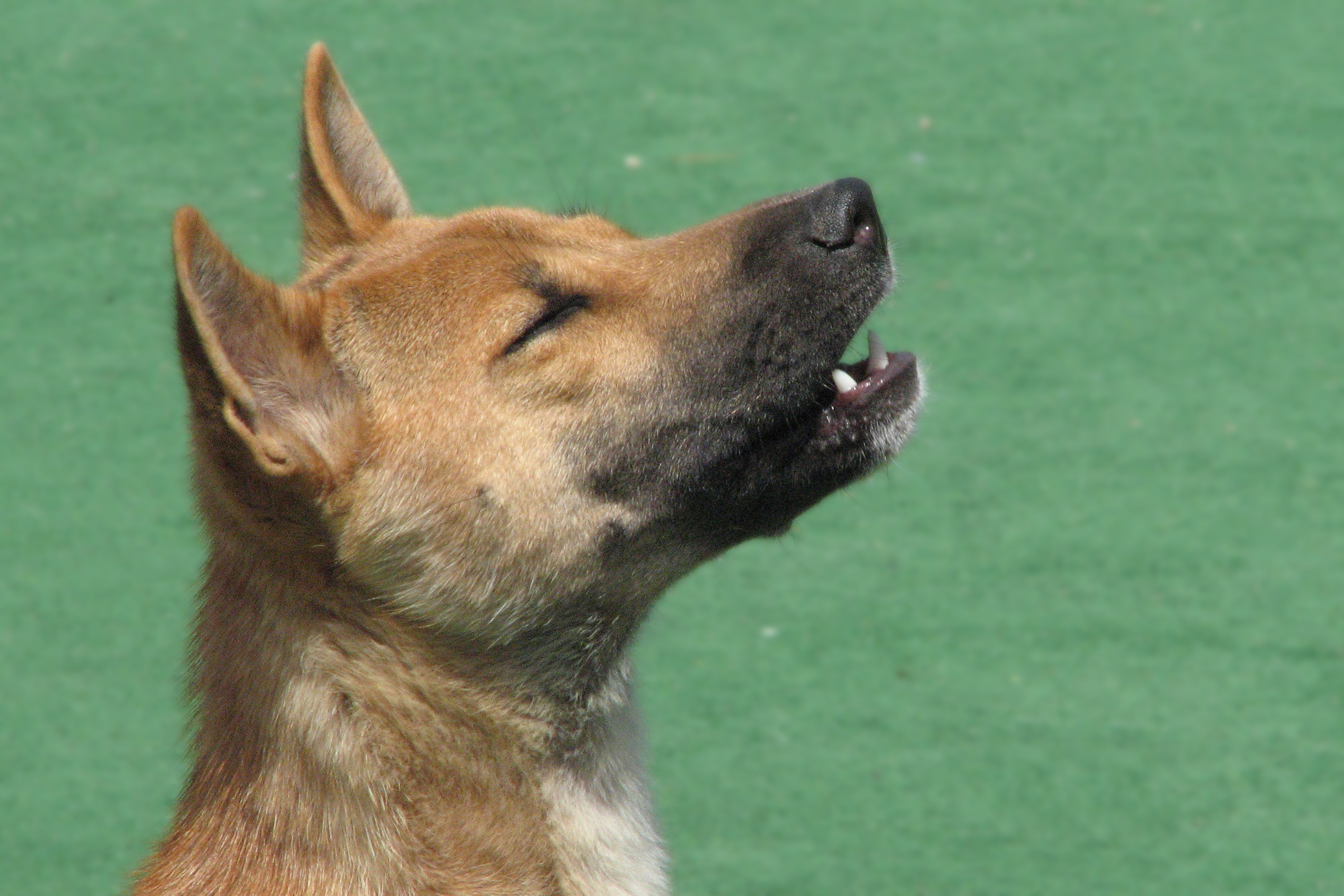
Cão-cantor-da-nova-guiné uivando.

Em geral, o cão-cantor mostra todos os comportamentos descritos para outras espécies Canis, com excepção do arco "play", típico para a maioria dos canídeos, mas não visto no cão-cantor. No entanto, houve episódios em que cães-cantores atacaram outros cães domésticos, devido ao desrespeito as tentativas de brincar. populações cativas (os únicos estudados) não formam blocos, e os cães selvagens andam sozinhos ou em duplas. Eles têm um uivo característico, e emitem um trinado, semelhante ao descrito como um som feito pelo Cão selvagem asiático (Cuon alpinus).
A taxonomia do cão-cantor continua a ser investigada. Os sistemas de atribuição de nomes não são aleatórios, mas acordados internacionalmente. As novas informações se tornam disponíveis, e os nomes podem mudar.
O United Kennel Club começou a registrá-los como uma raça de cão em janeiro de 1996, no Sighthounds & Grupo Pariah. The American Rare Breed Association também a registrá-los como uma raça de cão, em sua Spitz & grupo primitivo.